# Rudnjak
Rudnjak (Servisch cyrillisch Рудњак) is een plaats in de Servische gemeente Kraljevo. De plaats telt 278 inwoners (2002).